# Amstelbach
Der Amstelbach, nld. Anstelerbeek, ist ein etwa 13½ Kilometer langer, westlicher und linker Zufluss der Wurm, der in  Nordrhein-Westfalen und in der niederländischen Provinz Limburg verläuft.

## Name
In den Annales Rodenses, den Jahrbüchern der Abtei Klosterrath aus dem 12. Jh., heißt der Bach Anstela.  Im Laufe der Zeit entwickelte sich daraus  Anstel/Amstell oder auch Anselder Beek. Auch Richtericher Bach und Mühlenbach waren gebräuchliche Namen. Im ehemaligen Heydener Ländchen und auch im sonstigen Bachumfeld sowie auch in der Gewässerkarte NW hat sich der Name Amstelbach gefestigt.

## Geographie

### Verlauf
Der Amstelbach hat seine Quelle in der Nähe der Niersteiner Höfe im Aachener Stadtteil Vetschau.  Der Quellbereich liegt in einer Höhe von ca. 182 m ü. NHN.
Der Bach mit einer Länge von 13,5 km fließt in nördlicher Richtung und dient in der Hauptsache der Oberflächenentwässerung sowie zum Hochwasserschutz bei Eis- und Schneeschmelze. Er passiert dabei die jeweils östlich liegenden Ortsteile Kircheich, Mühlenbach und Pannesheide, während der Ortsteil Bank direkt durchschnitten wird. Bei Pannesheide wird der Amstelbach kurzzeitig zum Grenzfluss zwischen Deutschland und den Niederlanden um anschließend als Anselderbeek das Anstelvallei (Amsteltal), Kerkrades grünes Herz, zu durchqueren.
Im Kerkrader Stadtteil Eygelshoven mündet der Bach, nach vorheriger Aufnahme der Strijthagerbeek in einer Höhe von 98 m NAP von links in die Wurm.

### Zuflüsse
- Vorfluter Grünenthal (rechts), 0,4 km
- Vorfluter Zeche Karl-Friedrich (rechts), 0,3 km
- Schönauer Bach (rechts), 1,4 km
- Vorfluter Geuchter Hof (links), 0,5 km
- Horbach (links), 2,5 km
- Vorfluter Heyder Feld (links), 1,0 km
- Bleyderheider Bach (Bleijerheiderbeek) (rechts), 0,9 km
- Krombach (Crombacherbeek) (links), 2,9 km
- Vloedgraaf (links), 1,0 km
- Dentgenbacherbeek (links), 0,5 km
- Nieuw-Ehrensteinerbeek (links), 0,5 km
- Klooster-Anstelerbeek (links), 0,1 km
- Truijterbeek (links), 0,2 km
- Strijthager Beek (links), 4,5 km
- Gravenweglossing (links), 1,5 km

## Wassermühlen
Am Amstelbach stehen oder standen einige Wassermühlen:
- Obermühle an der Scherbstraße in Aachen-Horbach
- Untermühle am Heydener Feldweg 110 in Aachen-Horbach
- Hammolen, auf der niederländischen Seite
- Amsteler Oligsmule, auf der niederländischen Seite
- Mühle von Eijelshoven, auf der niederländischen Seite

## Pflege und Unterhaltung
Die Pflege und Unterhaltung im deutschen Anteil des Gewässers obliegt dem Wasserverband Eifel-Rur (WVER).

## Galerie

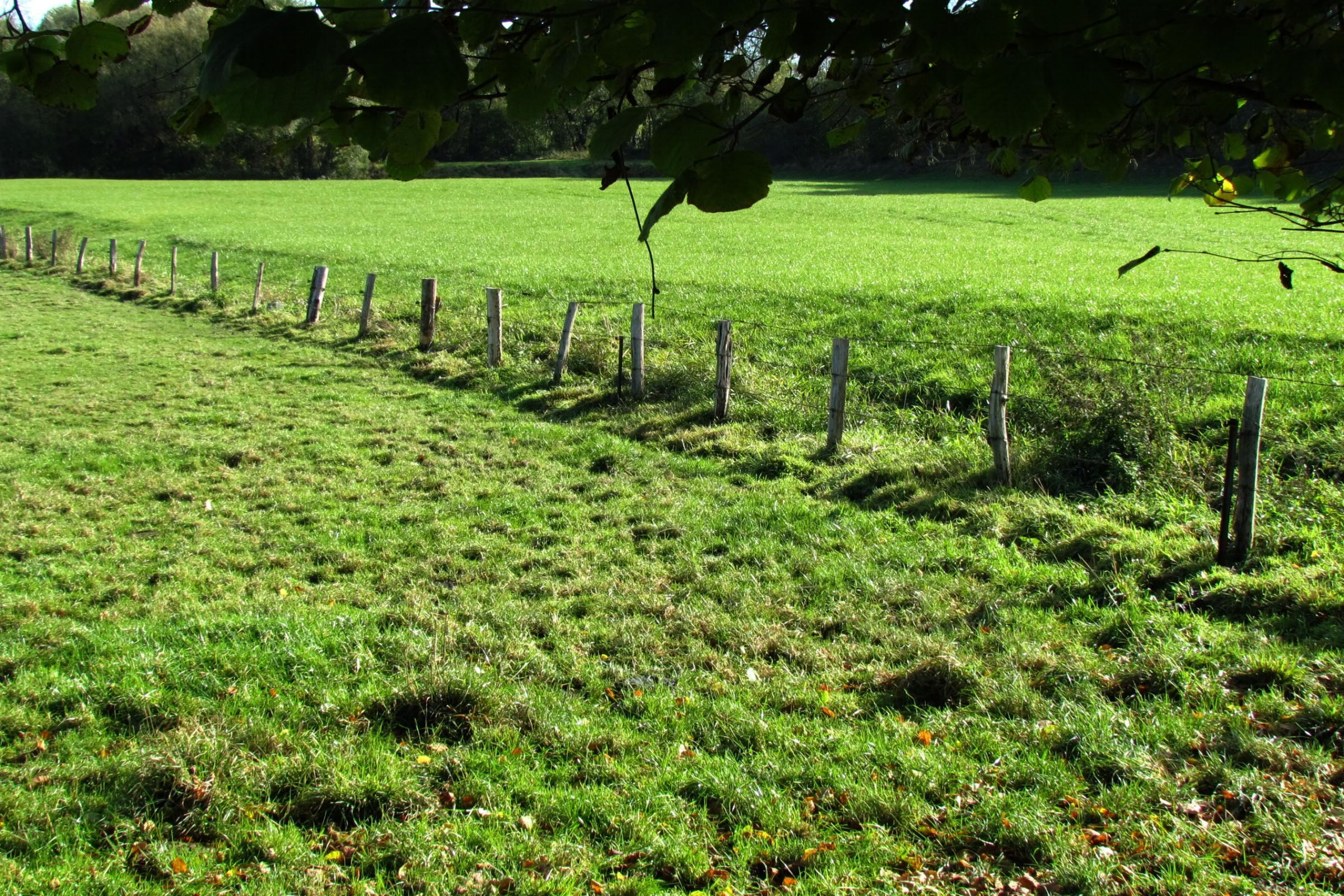
Die erste Strecke des Amstelbachs
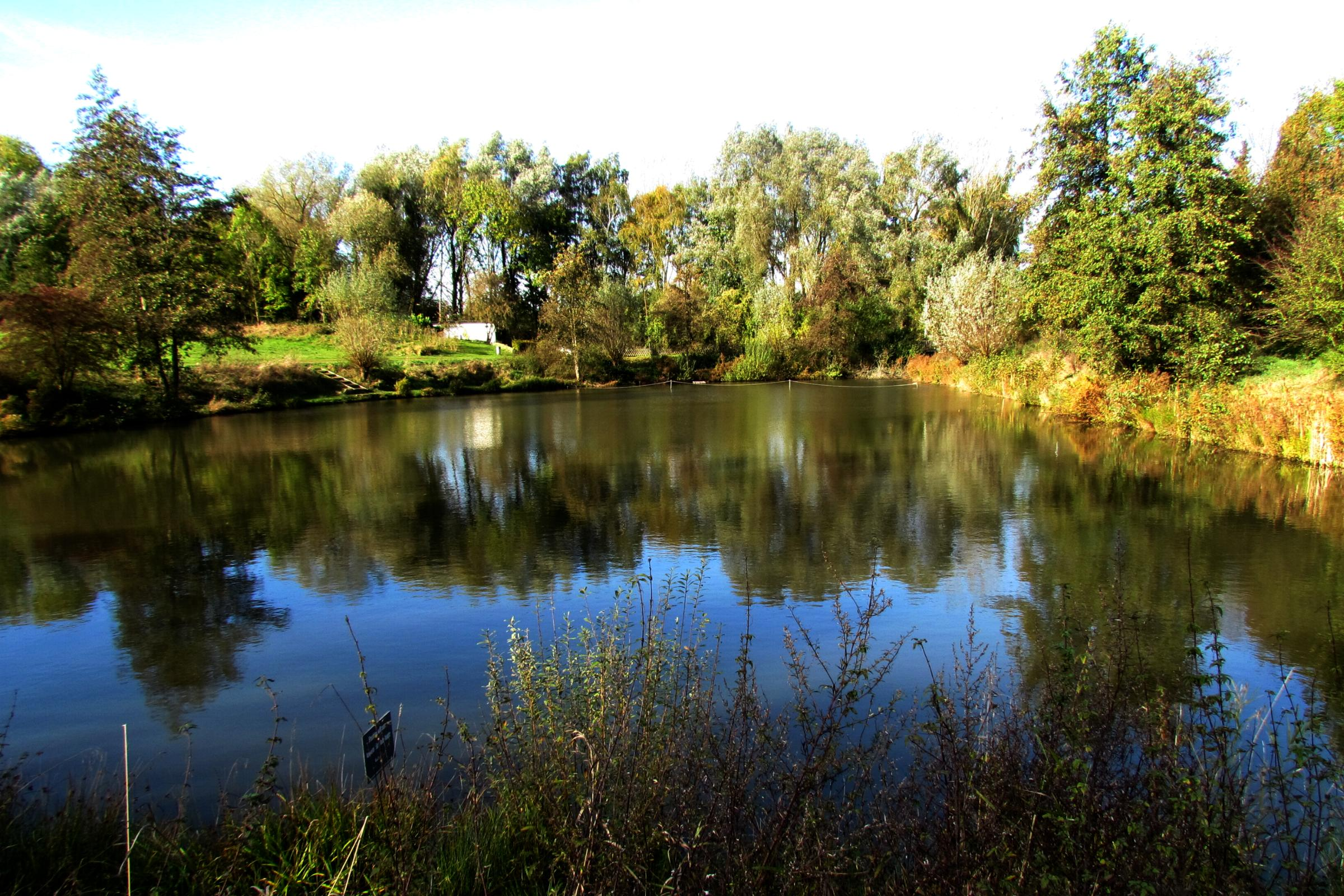
Im Uersfeld durchfließt der Amstelbach einen Teich
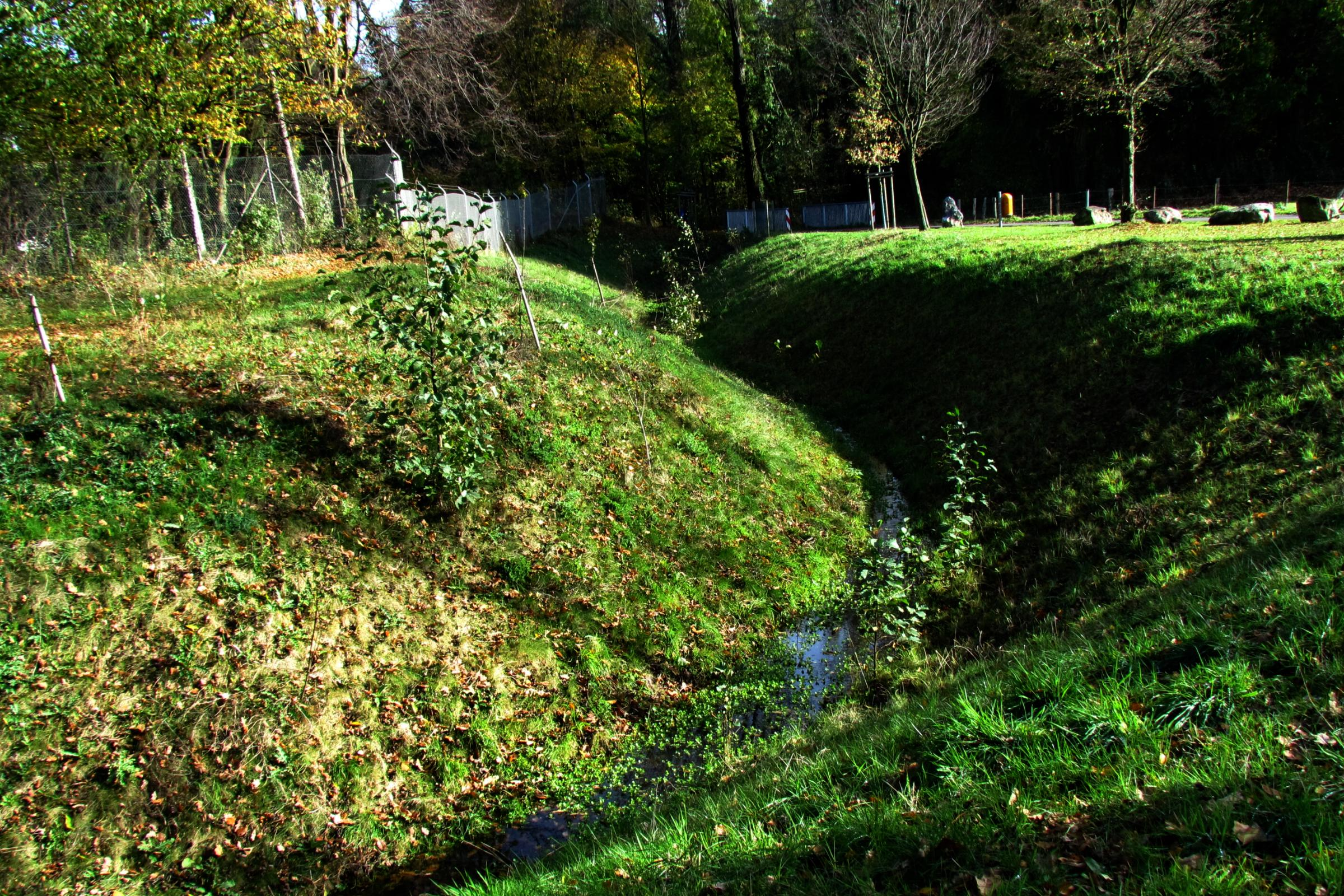
Ein großzügiges Bachbett für den Amstelbach
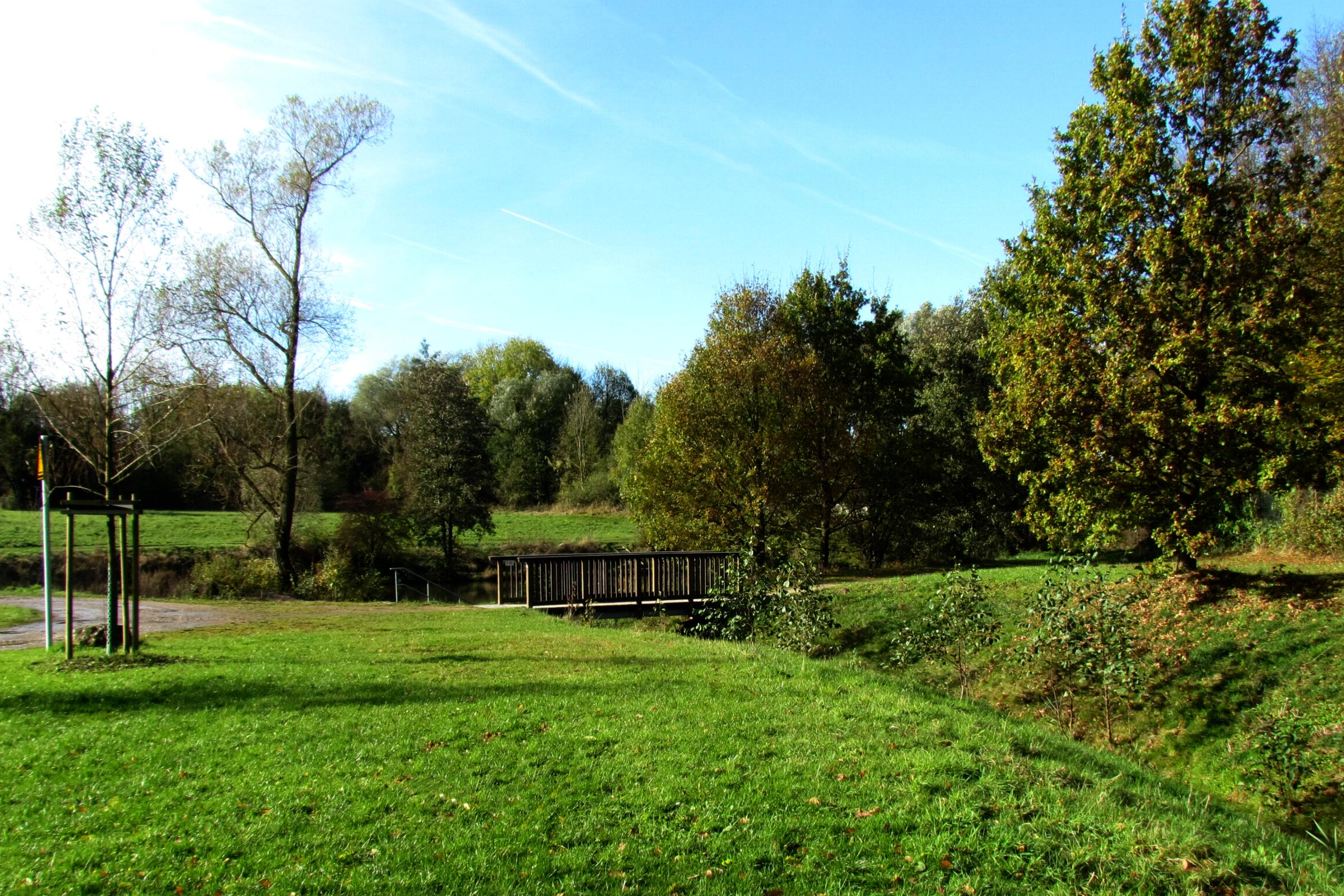
Naturnaher Bachverlauf des Amstelbachs
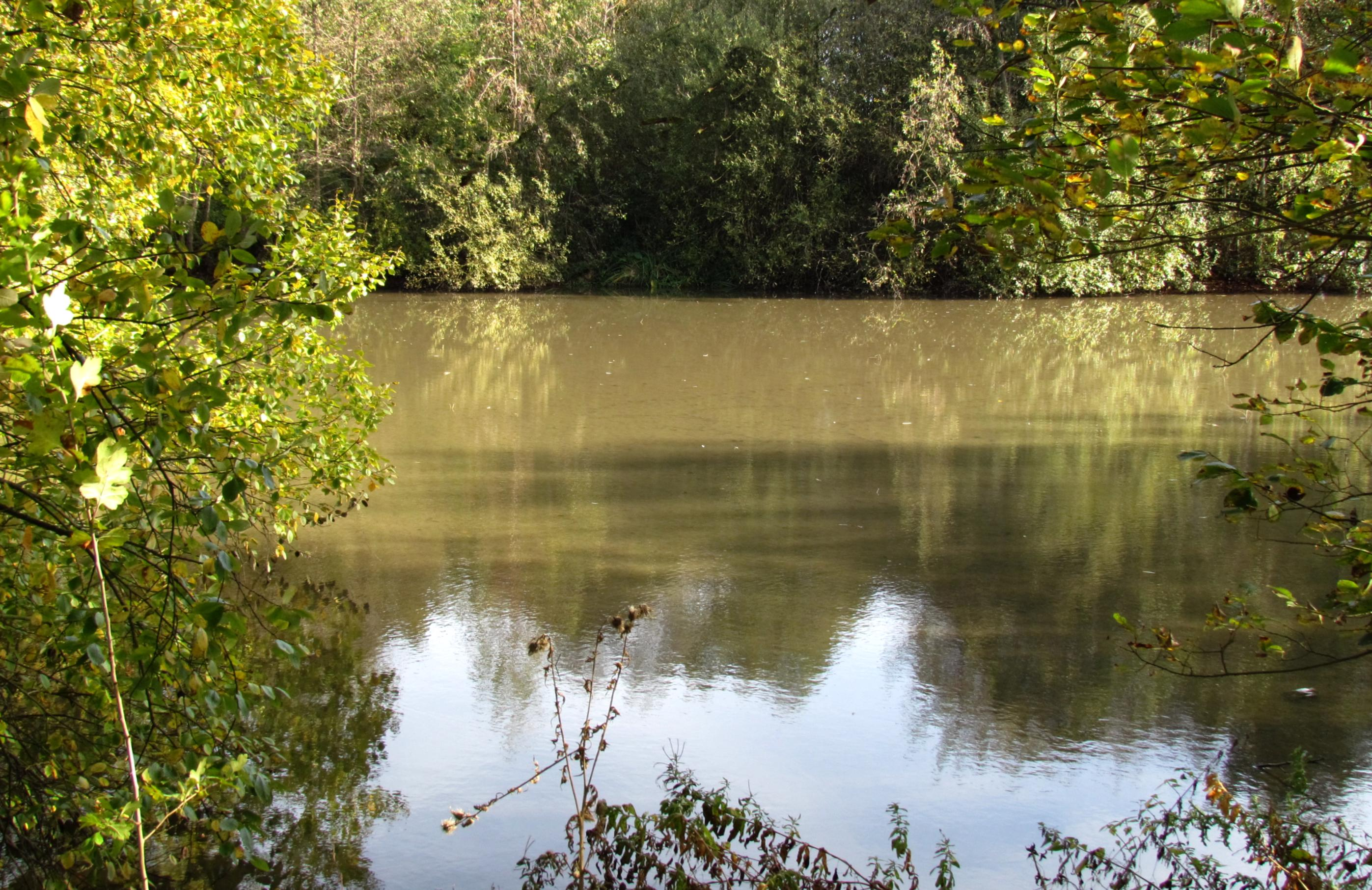
Ein angeschlossenes Rückhaltebecken in Bank
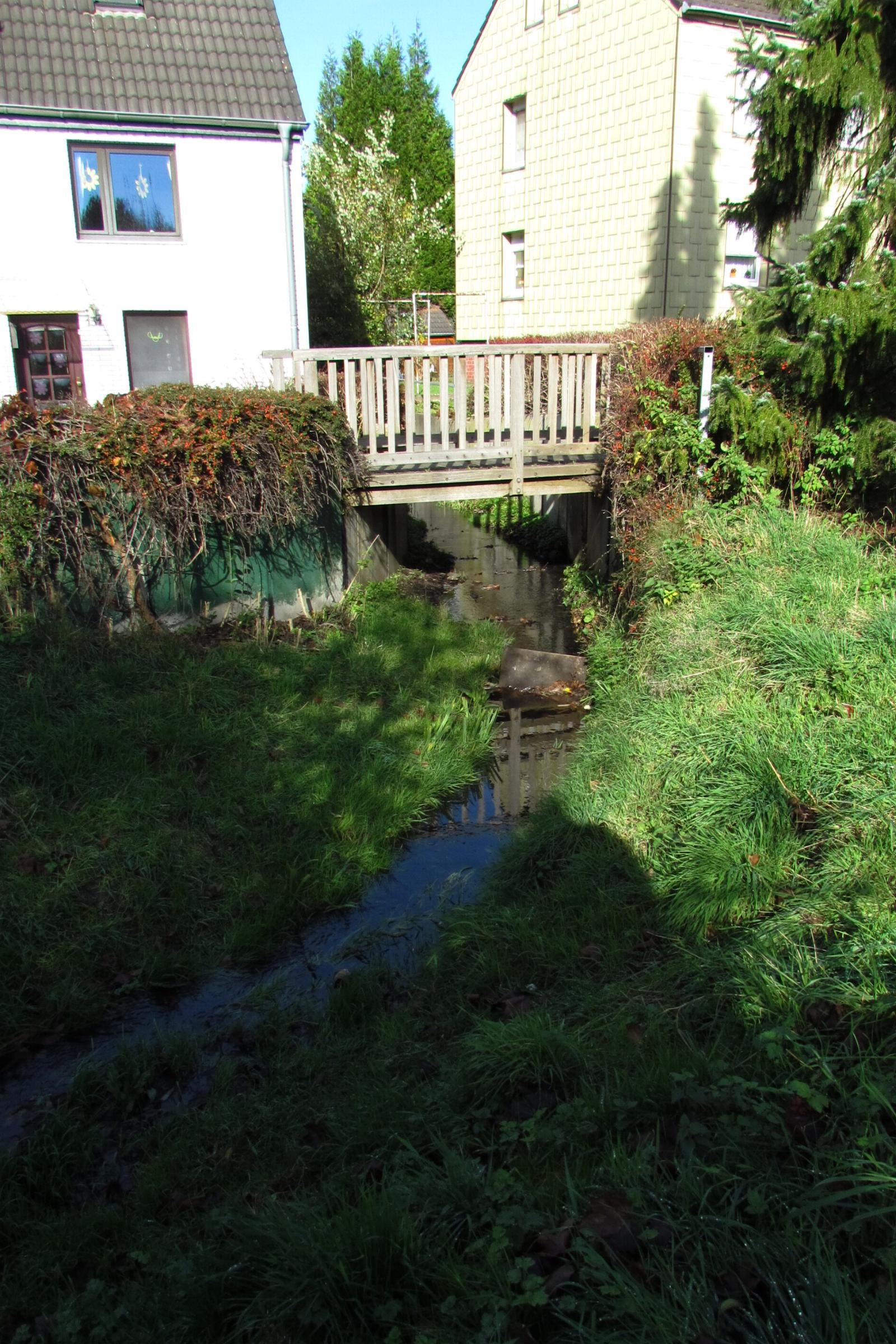
Bachverlauf im Ortsteil Bank
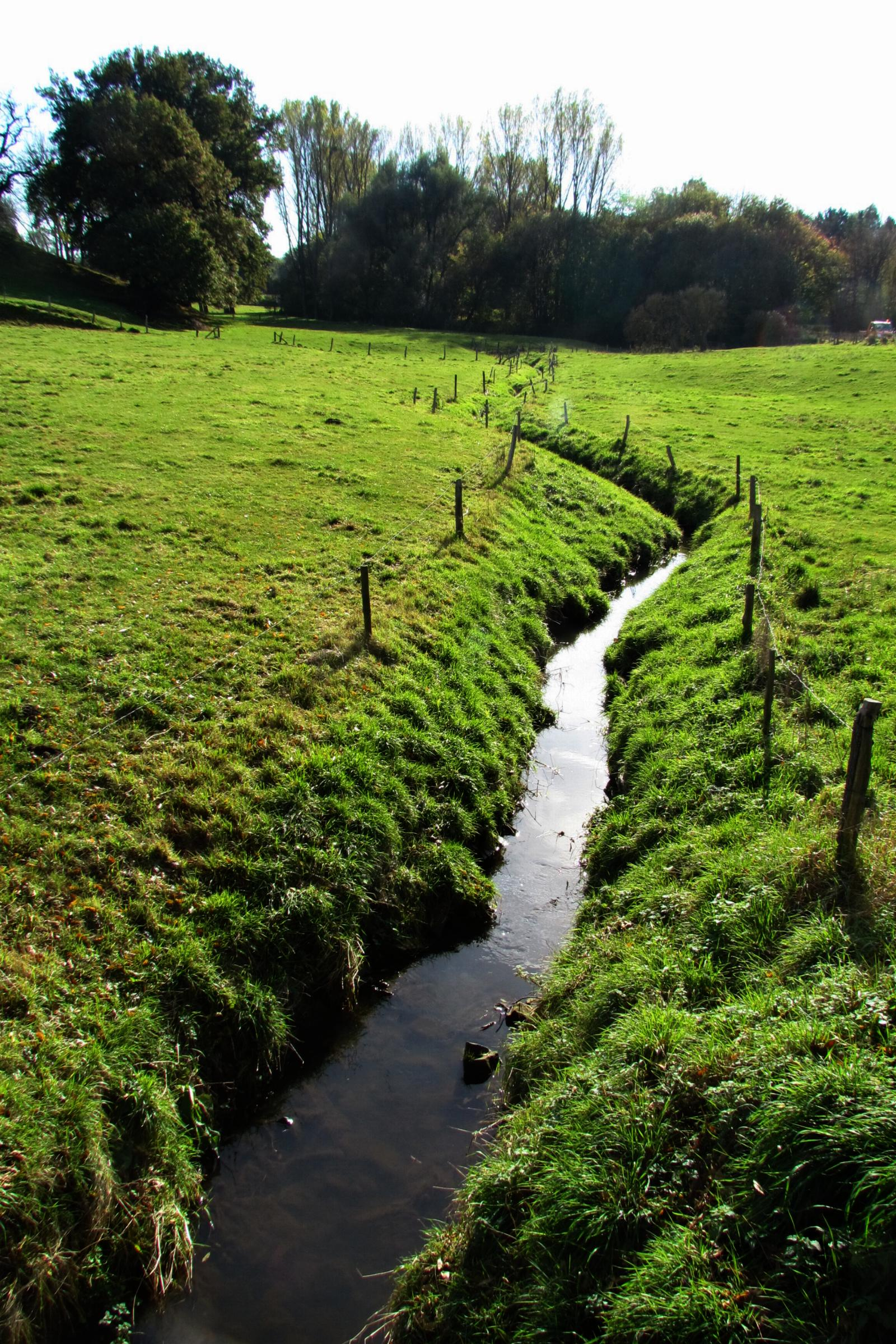
Bachverlauf am Geuchter Hof
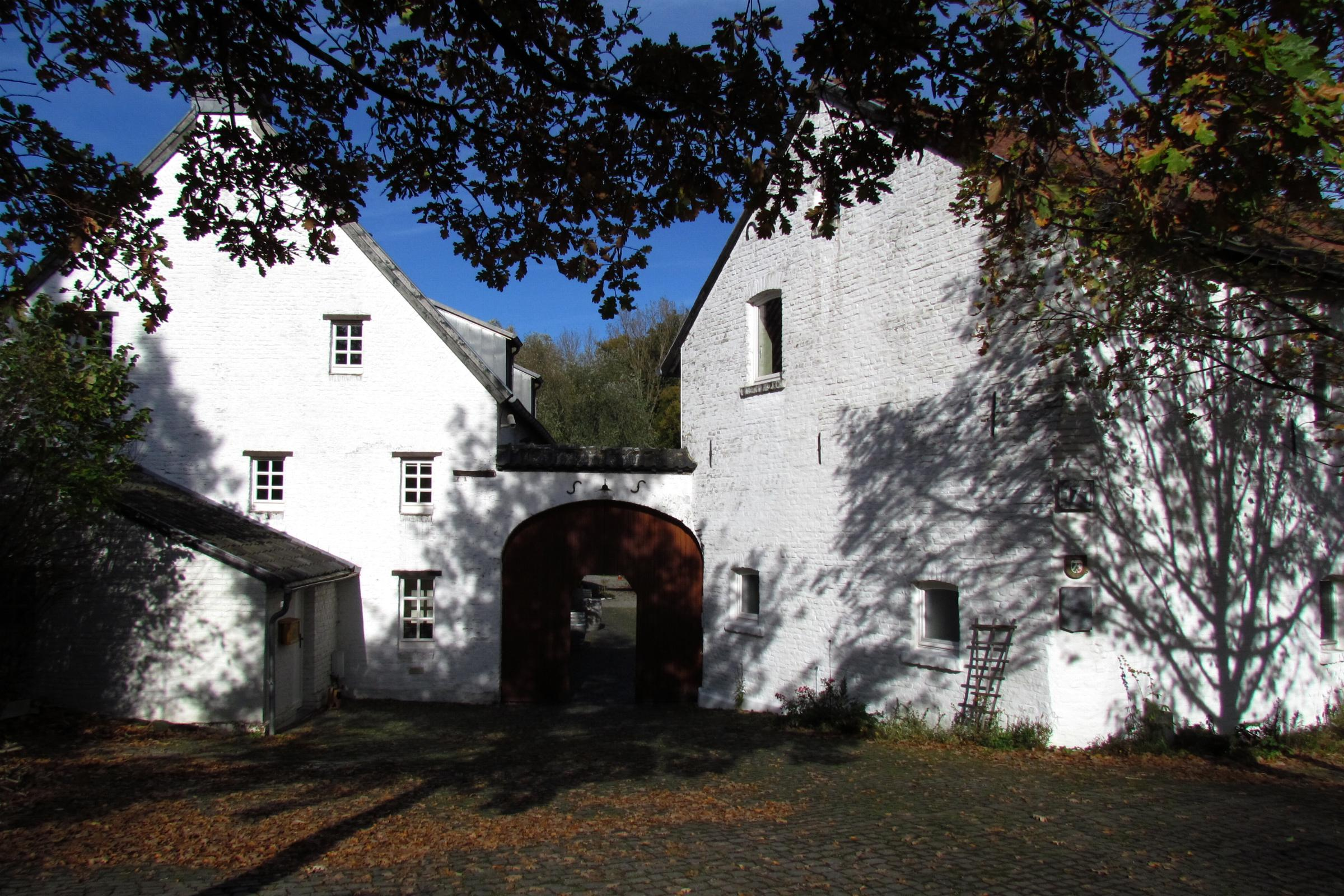
Gebäude der Obermühle am Amstelbach
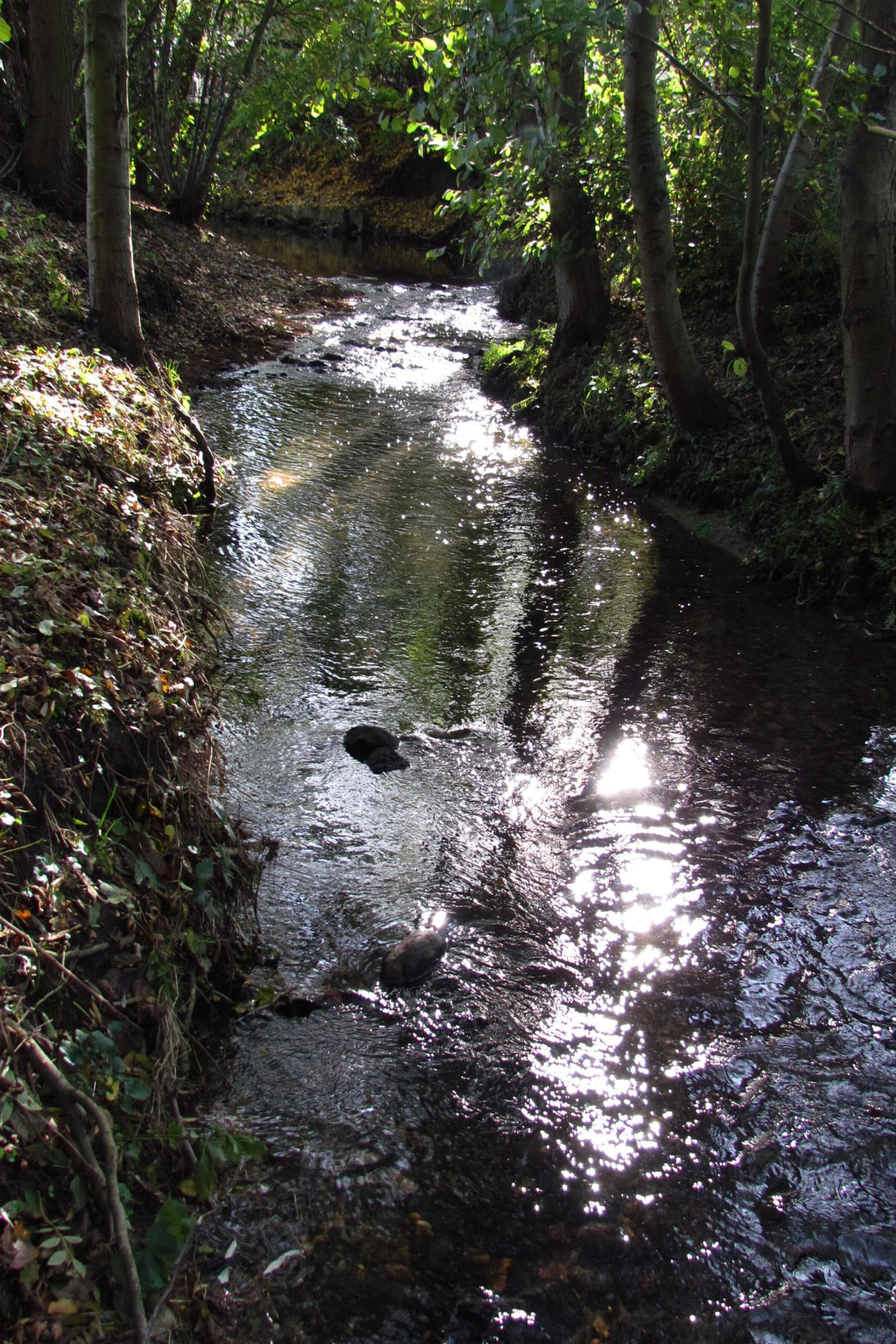
Amstelbach unterhalb der Obermühle
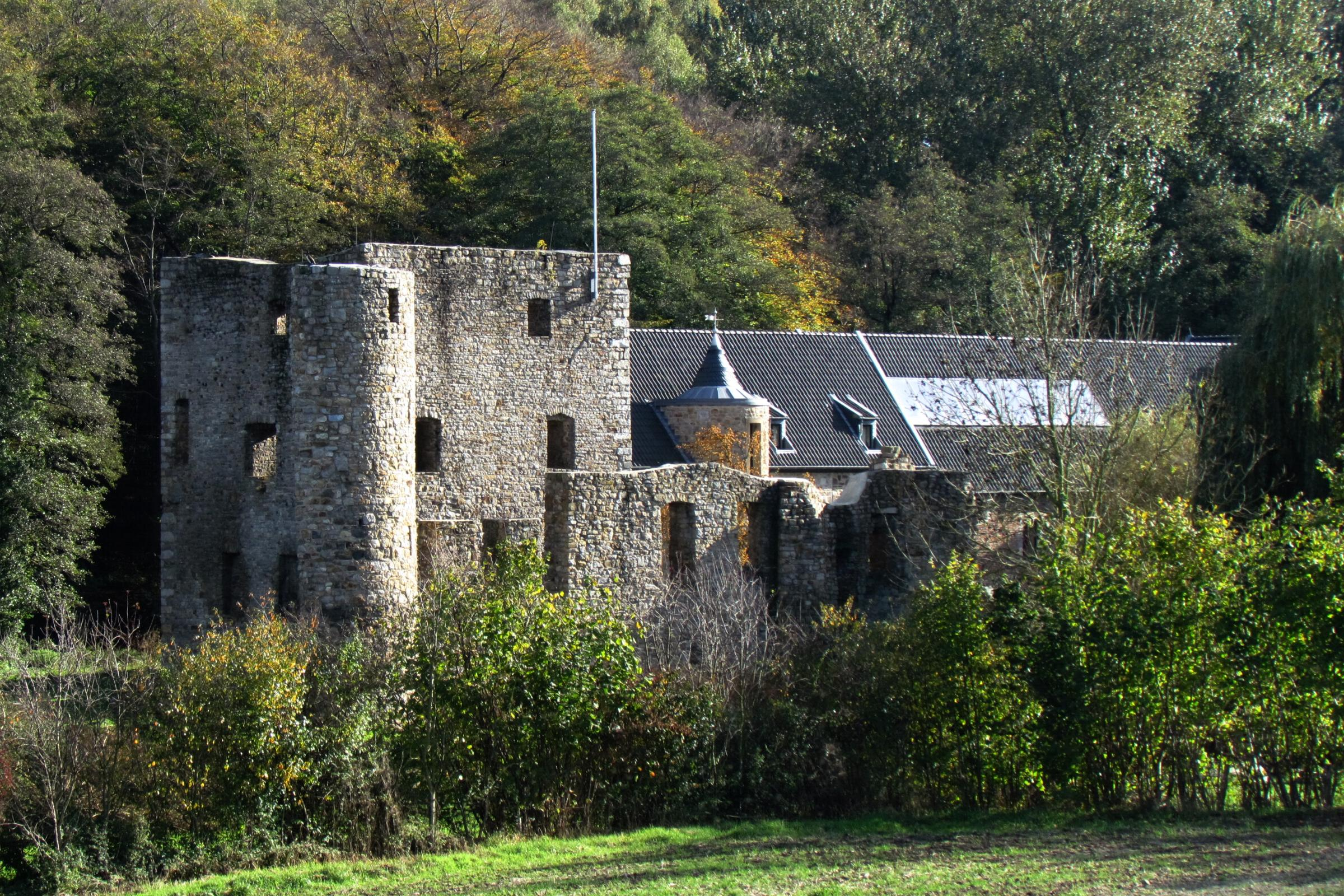
Der Amstelbach versorgt die Wassergräben der Burgruine Haus Heyden mit Wasser
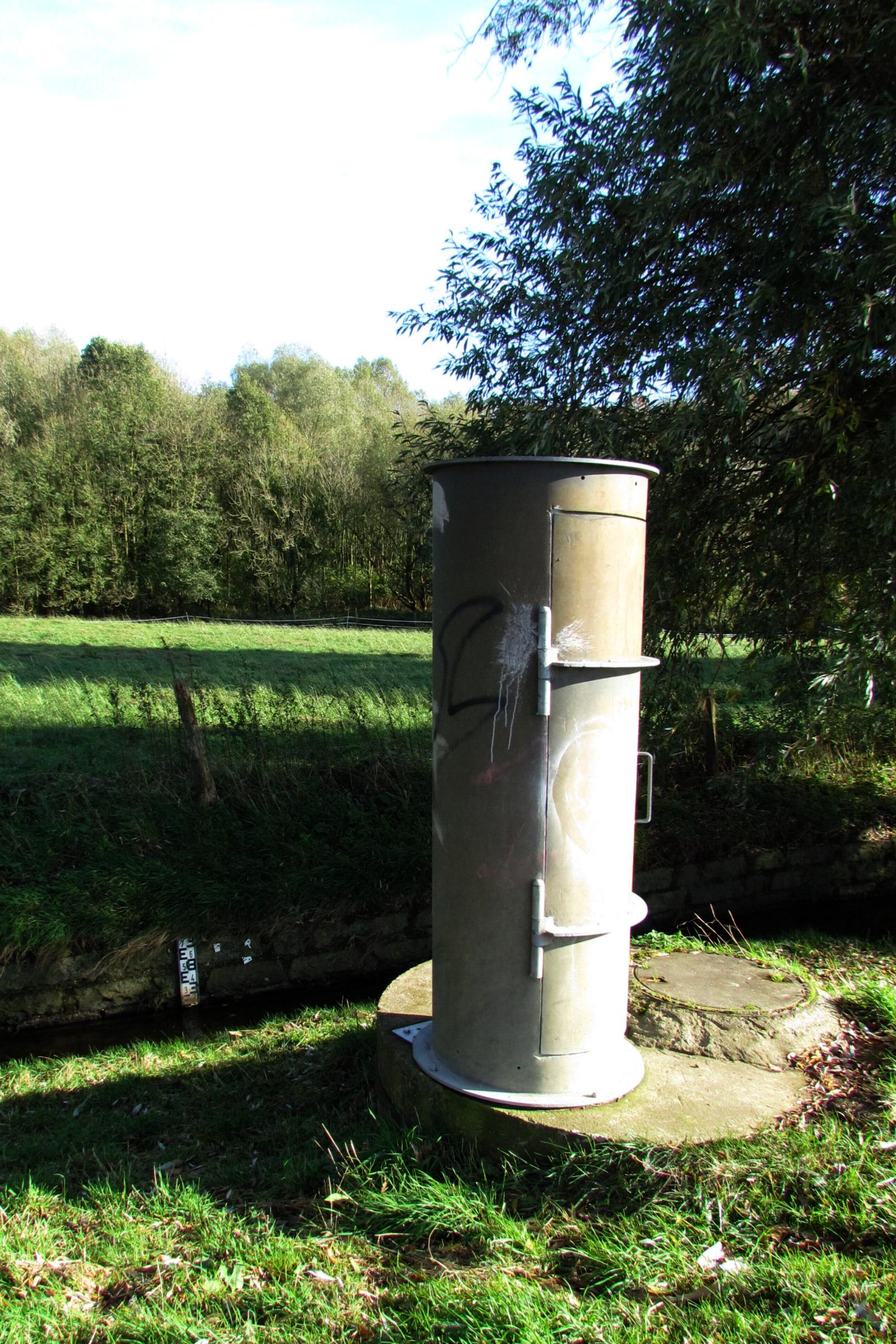
Pegelmessstelle an Haus Heyden am Amstelbach
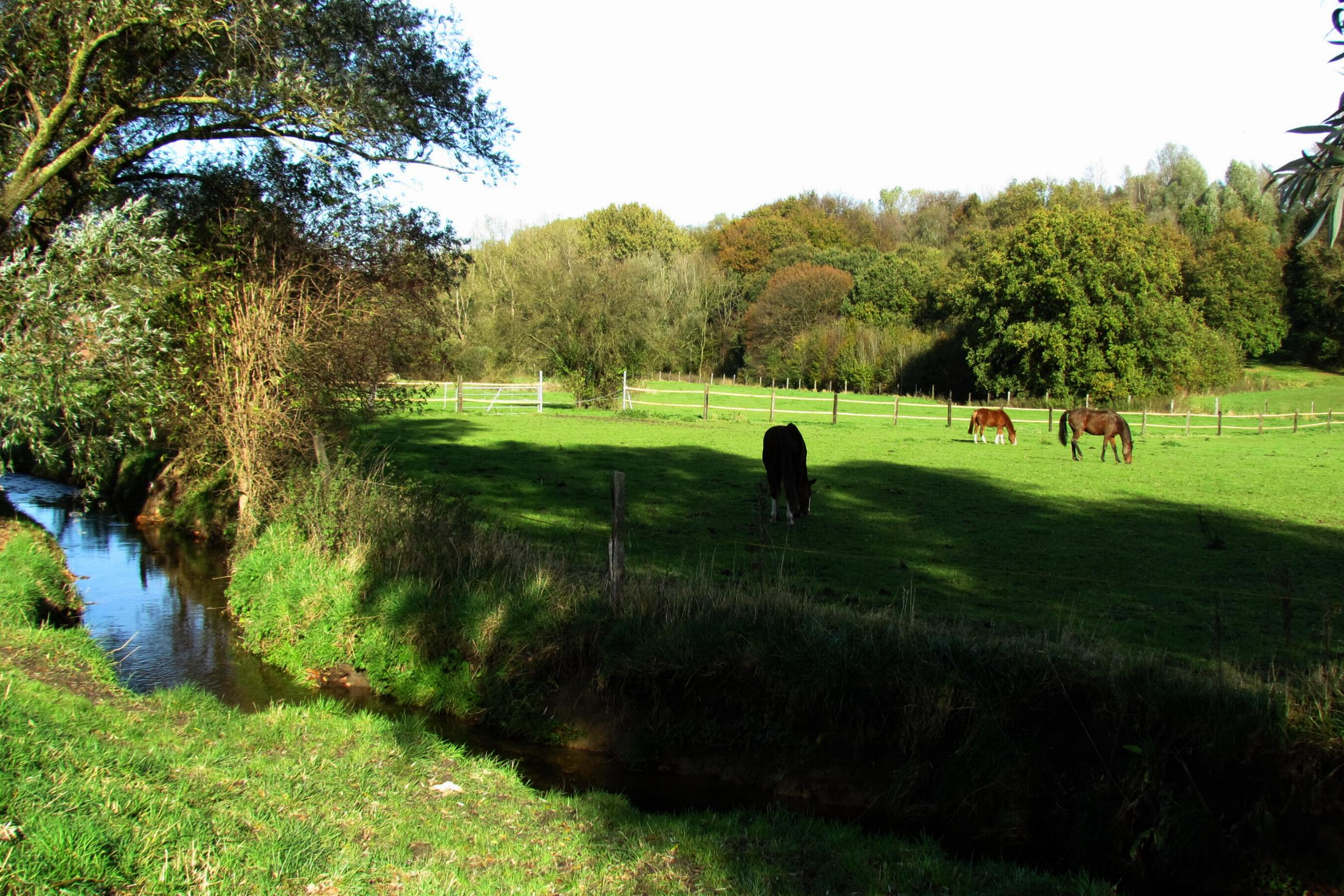
Bachverlauf in Richtung Untermühle
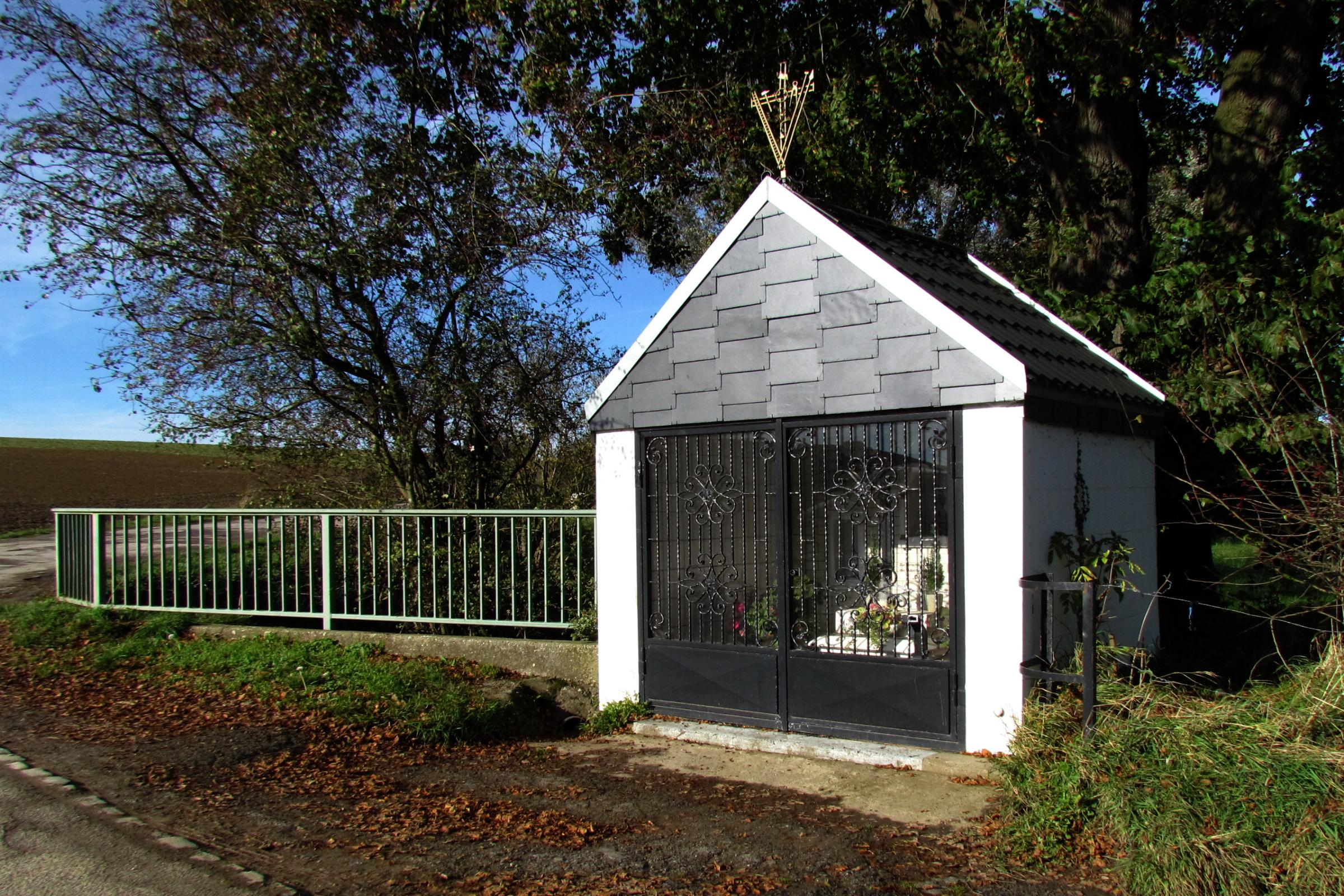
Hubertuskapellchen direkt am Amstelbach
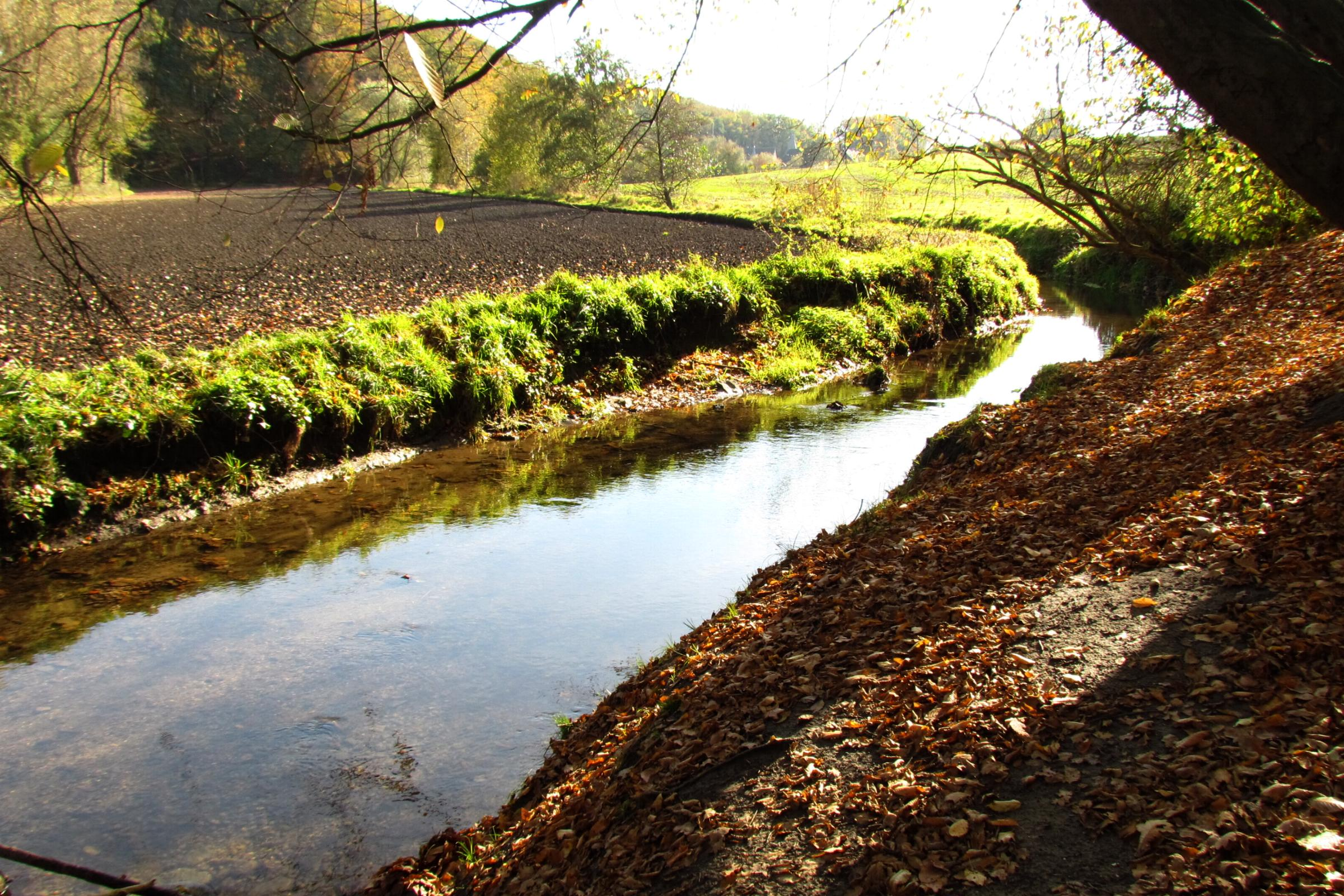
Bachverlauf oberhalb der Untermühle
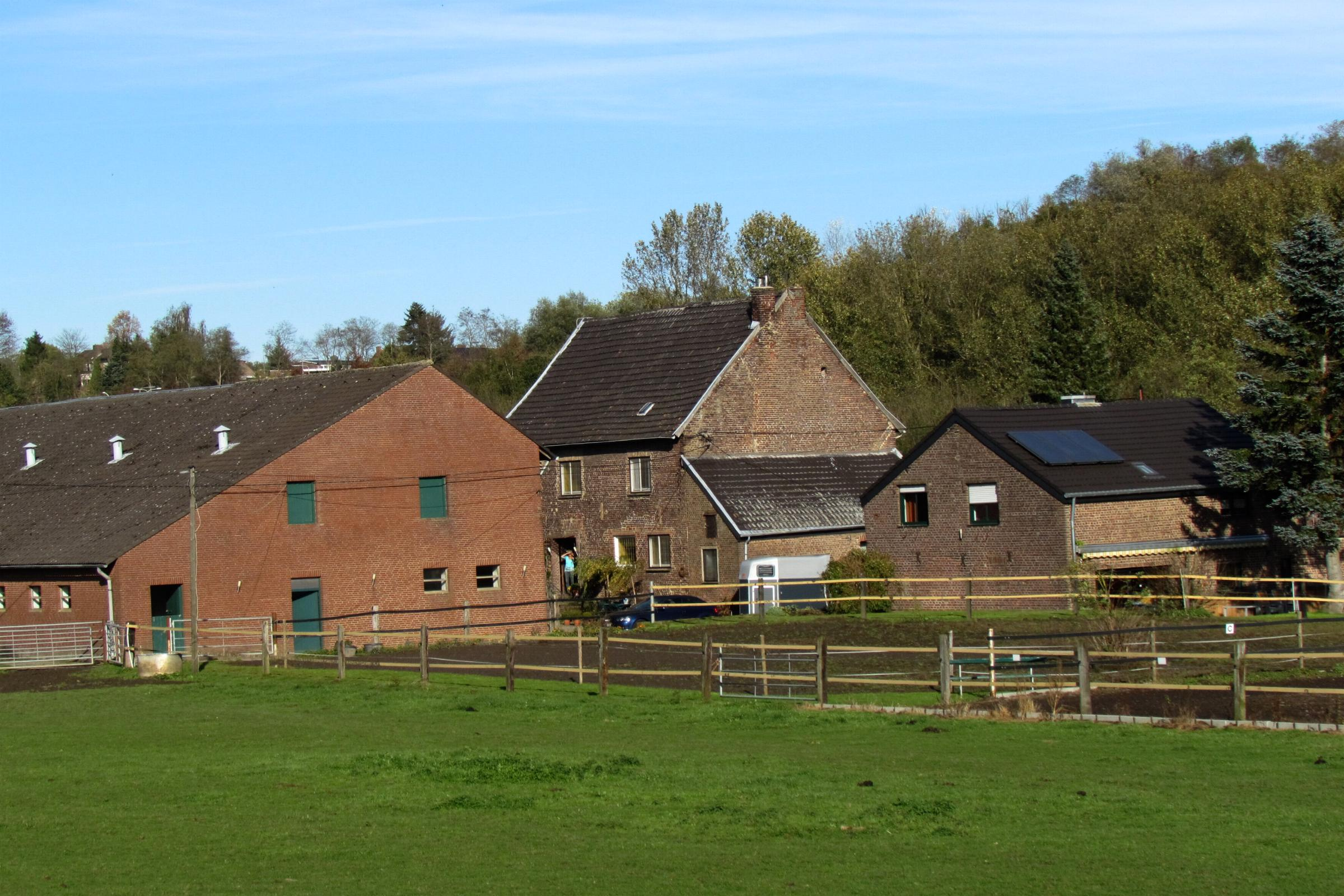
Die Untermühle in Aachen-Horbach
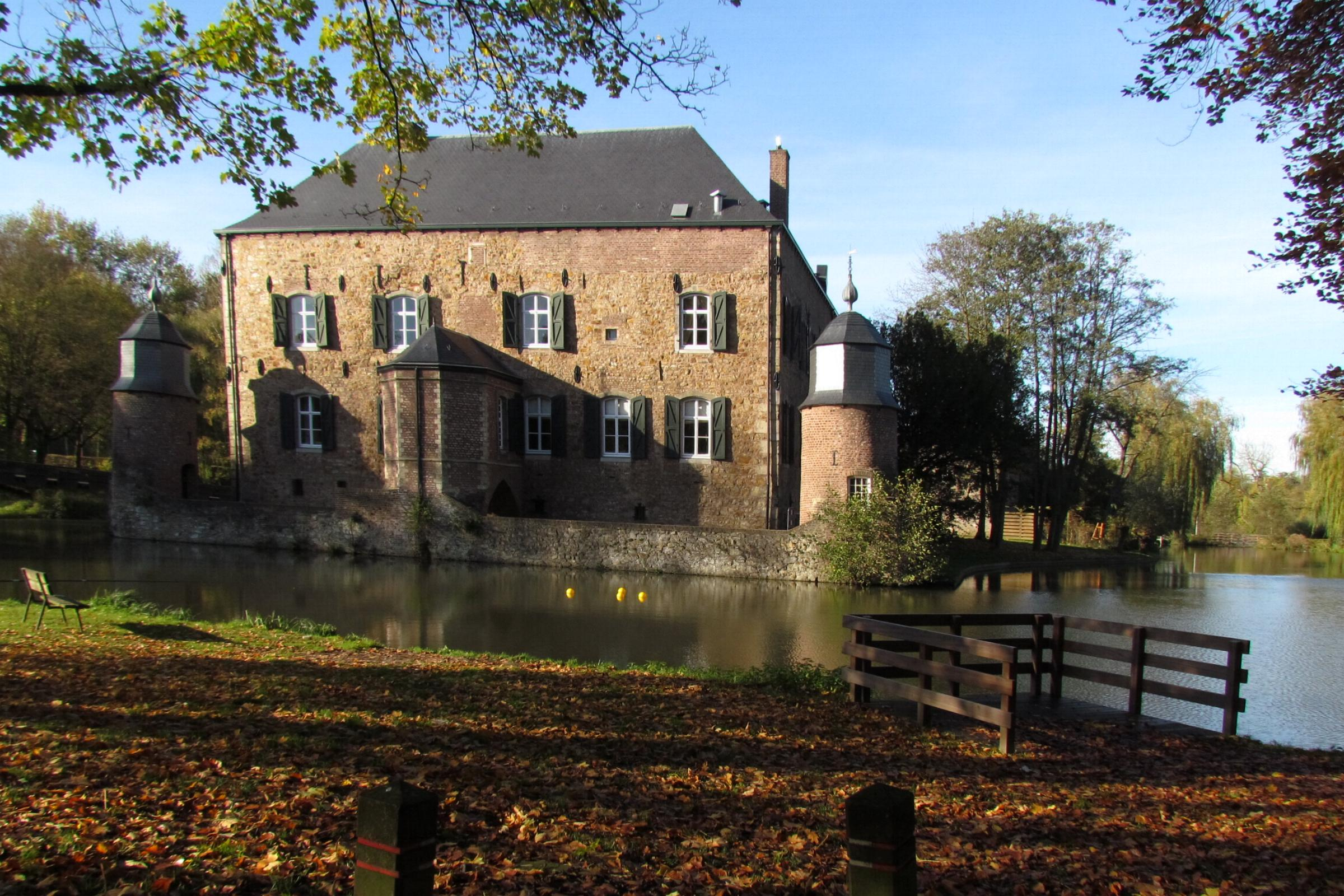
Das Kasteel Erenstein in Kerkrade am Amstelbach